# Hylaeus omanicus
Hylaeus omanicus là một loài Hymenoptera trong họ Colletidae. Loài này được Dathe mô tả khoa học năm 1995.